# Eleições estaduais na Paraíba em 1947
As eleições estaduais na Paraíba em 1947 ocorreram em 19 de janeiro como parte das eleições gerais no Distrito Federal, em 20 estados e nos territórios federais do Acre, Amapá, Rondônia e Roraima. Na Paraíba a UDN elegeu o governador Osvaldo Trigueiro, o vice-governador José Targino, o senador José Américo de Almeida e fez maioria entre os 37 deputados estaduais eleitos.
Vitorioso nas urnas, o governador Osvaldo Trigueiro nasceu em Alagoa Grande e formou-se em Direito em 1924 pela Universidade Federal de Pernambuco. Advogado e professor, residiu quatro anos na cidade mineira de Teófilo Otoni onde foi promotor de justiça e inspetor de ensino até voltar brevemente à Paraíba para depois morar na cidade do Rio de Janeiro numa estadia suspensa entre 1935 e a outorga do Estado Novo quando foi nomeado prefeito de João Pessoa pelo governador Argemiro de Figueiredo. Mestre em Ciência Política pela Universidade de Michigan em 1940 e depois integrante do conselho federal da Ordem dos Advogados do Brasil, retornou à política sob a legenda da UDN e por ela conquistou o Palácio da Redenção.
Para vice-governador o eleito foi o engenheiro agrônomo José Targino. Nascido em Araruna e formado em 1917 na Universidade de Oxford, foi eleito prefeito de sua cidade em 1919 e cumpriu quatro mandatos de deputado estadual embora os mesmos tenham sido interrompidos pela Revolução de 1930 e o Estado Novo e somente agora voltou à política. Com a posterior renúncia do titular para disputar um mandato de deputado federal em 1950, José Targino tornou-se governador.
Na eleição para senador a vitória foi do escritor José Américo de Almeida. Nascido em Areia, manteve seus primeiros contatos com a política quando estudante de Direito na Universidade Federal de Pernambuco, onde se formou em 1908. Foi promotor de justiça em Sousa e advogado em Guarabira até ser nomeado sucessivamente procurador-geral e consultor-geral do estado. Voltado para a literatura brasileira marcou época com A Bagaceira, romance lançado em 1928 e associado ao "realismo social". No mesmo ano foi nomeado secretário-geral da Paraíba pelo governador João Pessoa. Com o assassinato deste respaldou a Revolução de 1930 e nas pegadas da mesma foi nomeado interventor federal na Paraíba, ocupou depois o Ministério de Viação e Obras Públicas, foi eleito senador e mais tarde assumiu uma cadeira no Tribunal de Contas da União. Candidato à eleição presidencial de 1938, teve os planos frustrados ante a instauração do Estado Novo, fato que ocasionou o rompimento entre Getúlio Vargas e José Américo de Almeida. Seu retorno à política aconteceu como membro da UDN sendo eleito senador e também presidente nacional da legenda.

## Resultado da eleição para governador
Conforme o Tribunal Regional Eleitoral da Paraíba houve 150.098 votos nominais.
| Candidatos a governador do estado | Candidatos a vice-governador | Número | Coligação           | Votação | Percentual |
| --------------------------------- | ---------------------------- | ------ | ------------------- | ------- | ---------- |
| Osvaldo Trigueiro UDN             | José Targino UDN             | -      | UDN (sem coligação) | 80.368  | 53,54%     |
| Alcides Carneiro PSD              | Ovídio Duarte PSD            | -      | PSD (sem coligação) | 69.683  | 46,43%     |
| José Vandregiselo Araújo Dias PCB | Não havia -                  | -      | PCB (sem coligação) | 47      | 0,03%      |

## Resultado da eleição para vice-governador
Foram apurados 139.550 votos nominais não havendo informações sobre os votos em branco e nulos.
| Candidatos a vice-governador | Candidatos a governador do estado | Número | Coligação           | Votação | Percentual |
| ---------------------------- | --------------------------------- | ------ | ------------------- | ------- | ---------- |
| José Targino UDN             | Osvaldo Trigueiro UDN             | -      | UDN (sem coligação) | 83.623  | 59,92%     |
| Ovídio Duarte PSD            | Alcides Carneiro PSD              | -      | PSD (sem coligação) | 55.927  | 40,08%     |

## Resultado da eleição para senador
Dados oriundos do Tribunal Regional Eleitoral da Paraíba cujos arquivos apontam a existência de uma candidatura única.
| Candidatos a senador da República | Primeiro suplente de senador | Número | Coligação           | Votação | Percentual |
| --------------------------------- | ---------------------------- | ------ | ------------------- | ------- | ---------- |
| José Américo de Almeida UDN       | Carlos Pessoa UDN            | -      | UDN (sem coligação) | 104.477 | 100%       |

## Deputados estaduais eleitos
As 37 cadeiras da Assembleia Legislativa da Paraíba foram assim distribuídas: UDN vinte e uma, PSD quatorze, PTB uma, PCB uma.

Representação eleita
  UDN: 21
  PSD: 14
  PTB: 1
  PCB: 1

| Deputados federais eleitos               | Partido | Votação | Percentual | Cidade onde nasceu | Unidade federativa |
| Rui Carneiro                             | PSD     | 6.401   | 4,26%      | Pombal             | Paraíba            |
| Renato Ribeiro Coutinho                  | UDN     | 5.898   | 3,92%      | Sapé               | Paraíba            |
| Luís Gonzaga de Oliveira Lima            | UDN     | 3.137   | 2,08%      | Esperança          | Paraíba            |
| Praxedes da Silva Pitanga                | UDN     | 2.994   | 1,99%      | Itaporanga         | Paraíba            |
| Djalma Leite Ferreira                    | PSD     | 2.976   | 1,98%      | Bayeux             | Paraíba            |
| Isaias Silva                             | UDN     | 2.936   | 1,95%      | João Pessoa        | Paraíba            |
| João Feitosa Ventura                     | UDN     | 2.764   | 1,84%      | Queimadas          | Paraíba            |
| Jacob Guilherme Frantz                   | UDN     | 2.739   | 1,82%      | Rio Pardo          | Rio Grande do Sul  |
| Balduíno Minervino de Carvalho           | PSD     | 2.718   | 1,81%      | Itaporanga         | Paraíba            |
| Antônio Nominando Diniz                  | UDN     | 2.656   | 1,76%      | Princesa Isabel    | Paraíba            |
| João Guimarães Jurema                    | UDN     | 2.551   | 1,69%      | Cajazeiras         | Paraíba            |
| Clóvis Bezerra Cavalcanti                | UDN     | 2.529   | 1,68%      | Bananeiras         | Paraíba            |
| Antônio de Paiva Gadelha                 | UDN     | 2.467   | 1,64%      | Sousa              | Paraíba            |
| Hildebrando Assis                        | UDN     | 2.495   | 1,66%      | Guarabira          | Paraíba            |
| Francisco Seráfico da Nóbrega Filho      | UDN     | 2.384   | 1,58%      | Santa Luzia        | Paraíba            |
| Octacílio Nóbrega de Queiroz             | PSD     | 2.368   | 1,57%      | Patos              | Paraíba            |
| José Fernandes Filho                     | UDN     | 2.343   | 1,56%      | Mamanguape         | Paraíba            |
| Flávio Ribeiro Coutinho                  | UDN     | 2.339   | 1,55%      | Pilar              | Paraíba            |
| Odon Bezerra Cavalcanti                  | PSD     | 2.322   | 1,54%      | Bananeiras         | Paraíba            |
| Pedro Augusto de Almeida                 | UDN     | 2.321   | 1,54%      | Catolé do Rocha    | Paraíba            |
| Álvaro Gaudêncio de Queiroz              | UDN     | 2.290   | 1,52%      | São João do Cariri | Paraíba            |
| Antônio Bezerra Cabral                   | UDN     | 2.266   | 1,50%      | Umbuzeiro          | Paraíba            |
| Hiati Leal                               | UDN     | 2.247   | 1,49%      | Cabedelo           | Paraíba            |
| João Fernandes de Lima                   | PSD     | 2.206   | 1,46%      | Mamanguape         | Paraíba            |
| José de Sousa Arruda                     | UDN     | 2.145   | 1,42%      | São Bento          | Paraíba            |
| Severino Ismael de Oliveira              | PSD     | 2.139   | 1,42%      | Caiçara            | Paraíba            |
| Inácio José Feitosa                      | PSD     | 2.113   | 1,40%      | Monteiro           | Paraíba            |
| Osvaldo Pessoa Cavalcanti de Albuquerque | PSD     | 2.106   | 1,40%      | Umbuzeiro          | Paraíba            |
| Antônio Batista Santiago                 | UDN     | 2.105   | 1,40%      | Itabaiana          | Paraíba            |
| Tertuliano Correia da Costa Brito        | PSD     | 2.040   | 1,35%      | São João do Cariri | Paraíba            |
| Ivan Bichara                             | UDN     | 1.990   | 1,32%      | Cajazeiras         | Paraíba            |
| Ageu de Castro                           | PSD     | 1.914   | 1,27%      | Campina Grande     | Paraíba            |
| Lindolfo Pires Ferreira Júnior           | PSD     | 1.907   | 1,27%      | Sousa              | Paraíba            |
| Bernardino Soares Barbosa                | PSD     | 1.870   | 1,24%      | Santa Rita         | Paraíba            |
| Pedro Gondim                             | PSD     | 1.832   | 1,22%      | Alagoa Nova        | Paraíba            |
| João Santa Cruz de Oliveira              | PCB     | 1.654   | 1,10%      | João Pessoa        | Paraíba            |
| Antônio Pereira de Almeida               | PTB     | 1.162   | 0,77%      | Boa Vista          | Paraíba            |

## Eleições municipais
Em 12 de outubro de 1947 o Tribunal Regional Eleitoral realizou eleições municipais na Paraíba.